# The replacement killers (Els substituts)
The replacement killers (Els substituts) (títol original en anglès: The Replacement Killers) és una pel·lícula estatunidenca d'acció dirigida per Antoine Fuqua, amb Chow Yun-Fat i Mira Sorvino als papers principals. Ha estat doblada al català.

## Argument
John Lee, assassí a sou al servei de la triada xinesa de Terence Wei, rebutja matar el fill de l'inspector de policia Zedkov per venjar la mort de Peter Wei, abatut en una batuda de la policia. Obligat a fugir, Lee fa a continuació equip amb una falsificadora de passaports (Meg Coburn) per enfrontar-se als assassins (Ryker i Collins) que han vingut a reemplaçar-lo.

## Repartiment
- Mira Sorvino: Meg Coburn
- Chow Yun-Fat: John Lee
- Danny Trejo: Collins
- Randall Duk Kim: Alan Chan
- Carlos Leon: Romero
- Yau-Gene Chan: Peter Wei
- Jürgen Prochnow: Michael Kogan
- Michael Rooker: Stan Zedkov
- Til Schweiger: Ryker
- Kenneth Tsang: Terence Wei

## Al voltant de la pel·lícula
- És el primer film dirigida per Antoine Fuqua i el primer film de Chow Yun-Fat rodat als Estats Units.[3]
- El film forma part de la llarga sèrie d'obres cinematogràfiques inspirades per El samurai de Jean-Pierre Melville, fins al punt que els guants blancs portats per Chow Yun-fat són una reminiscència directa dels que portava Alain Delon.
- John Woo, productor executiu del film, va aconsellar Antoine Fuqua durant les preses. La seva influència és notable: estil visual, coreografia dels combats, omnipresència del Beretta 92 i excés de trets (a l'escena del lav'auto, Chow Yun-fa 32 trets sense recarregar la seva arma, que només conté 16 bales com a màxim).